# HMCS Merrittonia (K688)
HMCS Merrittonia (K688) je bila korveta izboljšanega razreda Flower, ki je med drugo svetovno vojno plula pod zastavo Kraljeve kanadske vojne mornarice.
Prvotno je bila korveta poimenovana HMCS Pointe Claire (K688).